# کلیبر پریرا

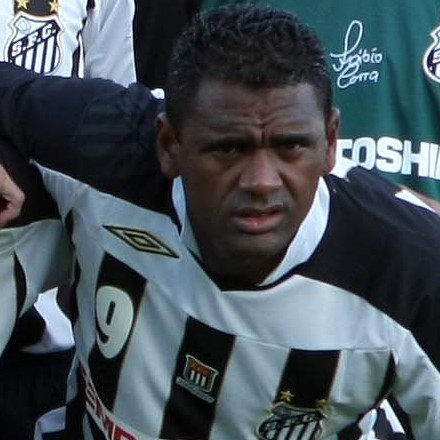
کلیبر پریرا

کلیبر پریرا (به پرتغالی: Kléber João Boas Pereira) مهاجم اهل برزیل است که در شهر Peri Mirim و در تاریخ ۱۳ اوت ۱۹۷۵ به دنیا آمده‌است.
کلیبر پریرا در تیم‌های فوتبال Moto Club سابقهٔ حضور دارد.